# Латино, Хуан
Хуан Латино, также известный как Хуан де Сесса (Эфиопия, ок. 1518 — Гранада,1594/1597) — поэт и гуманист испанского Возрождения. Его можно считать первым чернокожим, получившим университетское образование в Европе и получившим звание профессора; это было звание профессора грамматики и латинского языка в Университете Гранады.

## Биография
Хуан родился около 1518 года в семье эфиопского раба, купленного Луисом Фернандесом де Кордова-и-Сунига, четвертым графом Кабры, и его женой Эльвирой Фернандес де Кордова, второй герцогиней Сесса. Хуан Латино утверждал, что родился христианином в Эфиопии и только потом был обращен в рабство. Его постоянный литературный недруг, Леон Роке де Сантьяго, утверждал, что Латино был незаконным сыном Луиса Фернандеса де Кордова-и-Сунига.
Хуан был слугой, постоянно сопровождавшим сына его хозяев Гонсало, который был немного моложе его. В 1524 году в Италии умерла герцогиня Эльвира, а два года спустя умер граф Луис Фернандес; тогда Гонсало и его сестры поселились в Гранаде под присмотром своей бабушки по материнской линии. Гонсало там получил образование, и этим воспользовался Хуан, участвуя с ним в уроках. Позже, когда Хуану пришлось сопровождать Гонсало на занятия в Университете Гранады, он делал также, хотя это было довольно сложной задачей, «потому что ему не разрешалось входить в классы и приходилось слушать снаружи».
Хуан был отпущен на свободу в 1538 году и продолжил обучение в Гранаде. Среди круга его общения там были Хуан Боскан, Гарсиласо де ла Вега и Хуан Руфо; Хуана Латино часто путали с последним, поскольку тот сочинил поэму с таким же названием — Austrias. Тема этого латинского гекзаметрического эпоса — битва при Лепанто. Вероятно, Латино расспрашивал о сражении Хуана Австрийского во время его пребывания в Гранаде.
2 февраля 1546 года Хуан Латино получил звание бакалавра философии. Он влюбился в Ану де Карлеваль, дочь администратора герцогства Сесса, которой давал уроки музыки. Брак состоялся в 1547 или 1548 году, у Хуана и Аны родилось четверо детей. История Хуана и Аны описана Диего Хименесом де Энсисо, драматургом из Севильи.
В 1556 году Латино получил степень лиценциата, а 31 декабря 1556 года получил кафедру грамматики и латинского языка от Педро Герреро, архиепископа Гранады, и занимал эту должность в течение двадцати лет.
3 декабря 1578 года умер Гонсало Фернандес де Кордова, друг детства и защитник Хуана. Его смерти Латино посвятил элегию, обращенную новому архиепископу Хуану Мендесу де Сальватьерра.
Оставил кафедру в 1586 году, умермежду 1594 и 1597 годами, был похоронен в церкви Санта-Ана, где впоследствии были похоронены его жена и дети.

## Сочинения
Сохранившееся наследие Хуана Латино сведено в три тома:
Эпиграммы (Ad catholicum pariter. . . Philippum, deque Sanctissimi Pii Quinti … et Austrias Carmen) (1573)
Стихотворения, посвященные предполагаемому наследнику короны, Фердинанду, сыну Филиппа II; также посвященные папе Пию V, а также обширная историческая поэма, Австриада (посвящение Хуану Австрийскому).
De translatione corporum regalium (1576)
Подробный отчет о перезахоронении в монастыре Сан-Лоренцо-де-Эль-Эскориал императрицы Изабеллы и Марии Португальской. Прилагается сборник эпиграмм, украшавших могилы.
Ad Excellentissimum et Invictissimum DD Gonzalum Ferdinandez a Corduba (1585)
Элегия о Гонсало Фернандесе.